# Ningdu

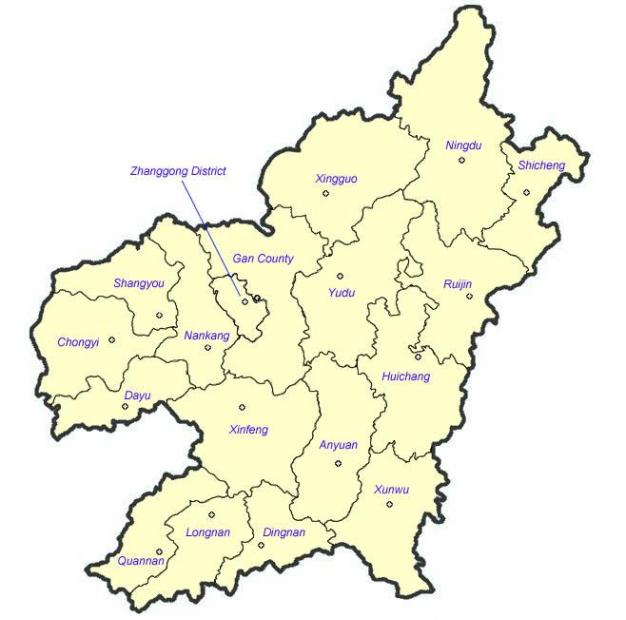
Lage von Ningdu im Verwaltungsgebiet von Ganzhou

Ningdu (chinesisch 宁都县, Pinyin Níngdū Xiàn) ist ein Kreis der bezirksfreien Stadt Ganzhou in der Provinz Jiangxi der Volksrepublik China. Er hat eine Fläche von 4.053 km² und zählt 794.806 Einwohner (Stand: Zensus 2010).
Die Stätte des Hauptquartiers des Aufstandes von Ningdu (Ningdu qiyi zhikunbu jiuzhi 宁都起义指挥部旧址) steht seit 1988 auf der Liste der Denkmäler der Volksrepublik China (3-31).

## Persönlichkeiten
- He Cuilian (* 1991), Sportkletterin